# Kurt Semm
Kurt Semm (München, 23. ožujka 1927. -  Tucson, Arizona, 16. srpnja 2003.), njemački ginekolog koji je radio na Ginekološkoj klinici u Kielu. On je 13. rujna 1980. godine izveo prvu laparoskopsku apendektomiju (odstranjenje crvuljka). Godine 1984. opisao je prvu laparoskopski asistiranu vaginalnu histerektomiju (uklanjanje materice).